# Поезд в далёкий август
«Поезд в далёкий август» — советский мелодраматический фильм на тематику Великой Отечественной войны, снятый в 1971 году режиссёром Вадимом Лысенко на Одесской киностудии по сценарию Григория Поженяна, входившего в состав моряков-разведчиков при 2-й кавалерийской дивизии.
Фильм посвящён солдатам, защищавшим Одессу от фашистских захватчиков в августе-октябре 1941 года.

## Сюжет
В 1971 году в Одессу приезжают ветераны Великой Отечественной войны, в том числе бывший разведчик Григорий Чигорин, который встречает молодую женщину Еву, дочь своей бывшей возлюбленной Кати. Чигорин спасал мужа Кати во время войны, но она теперь не хочет его узнавать из-за тяжелых прошлых утрат.

## Роли исполняют
- Елена Козелькова — Ева, Катя, Екатерина Станиславовна
- Армен Джигарханян — Григорий Чигорин
- Григорий Гай — контр-адмирал Жуков
- Николай Скоробогатов — генерал-лейтенант Софронов
- Геннадий Коротков — генерал Петров
- Евгений Буренков — полковник Томилов
- Владлен Паулус — полковник Осипов
- Николай Дупак — командир батареи Зиновьев
- Константин Степанков — рядовой Рудько
- Вячеслав Кутаков — дивизионный комиссар Воронин
- Алексей Диких — полковник Крылов
- Виктор Павлов — Левченко

## Съёмочная группа
- Режиссёр-постановщик: Вадим Лысенко
- Автор сценария, текст стихов: Григорий Поженян
- Оператор: Леонид Бурлака
- Художники-постановщики: Николай Резник, Павел Холщевников, Владимир Шинкевич
- Композитор: Евгений Стихин
- Звукорежиссёр: Абрам Блогерман
- Монтажёр: Татьяна Рымарева
- Оркестр Комитета по кинематографии при Совете Министров СССР, дирижёр Константин Кримец

## Съёмки
Съёмки фильма велись в Одессе.

## Премьера
Премьера фильма состоялась 28 августа 1972 года. За первый год кинопроката картину посмотрели 7,4 млн зрителей.
Телевизионная премьера фильма состоялась 9 апреля 1979 года по Четвёртой программе ЦТ СССР.

## Критика
«Поезд в далёкий август» — это рассказ о подвиге, трудном подвиге, совершаемом защитниками Одессы всюду, — на раскалённых зноем и пожарищами улицах города, в окопах на передовой, в цехах мирных заводов, выпускавших миномёты и невзрачные на вид бутылки с крупно отпечатанным наказом: «Солдат, подожги танк!» Героизм защитников Одессы приблизил День Победы, но немедленной победы не обеспечил: город пришлось оставить — слишком неравными были силы сражавшихся, слишком тяжёлым положение в Крыму, куда и пришлось перебросить армию из Одессы.
— Н. Савицкий, журнал «Советский экран» №12